# Rainer Schönfelder
Rainer Schönfelder (Bleiburg, 13 giugno 1977) è un ex sciatore alpino austriaco, vincitore di varie medaglie olimpiche e iridate e di una Coppa del Mondo di slalom speciale.
Specialista delle prove tecniche, in particolare dello slalom speciale, in carriera fu in grado di ottenere risultati di rilievo anche in combinata.

## Biografia

### Stagioni 1995-2001
Attivo in gare FIS dal dicembre del 1994, in Coppa Europa Schönfelder esordì il 6 febbraio 1996 ad Altaussee in slalom speciale, senza completare la prova, e conquistò il primo podio pochi giorni dopo, il 9 febbraio a Sella Nevea in slalom gigante (3º). Ai successivi Mondiali juniores di Hoch-Ybrig vinse la medaglia d'oro nello slalom gigante e nella combinata e quella d'argento nello slalom speciale; poté così esordire in Coppa del Mondo durante le Finali, disputando lo slalom gigante del 9 marzo a Hafjell/Kvitfjell e classificandosi 12º.
Iniziò a gareggiare stabilmente in Coppa del Mondo a partire dalla stagione 1998-1999 e conquistò la prima vittoria, nonché primo podio, il 6 febbraio 2000 a Todtnau in slalom speciale. Pochi giorni più tardi ottenne l'ultimo podio in Coppa Europa, il 10 febbraio a Sella Nevea in slalom gigante (3º); l'anno dopo ai Mondiali di Sankt Anton am Arlberg 2001, suo esordio iridato, si classificò 6º nello slalom speciale e 4º nella combinata.

### Stagioni 2002-2005
Il 20 gennaio 2002 vinse il classico slalom speciale di Coppa del Mondo disputato a Kitzbühel sulla pista Ganslern e ai successivi XIX Giochi olimpici invernali di Salt Lake City 2002, suo esordio olimpico, si classificò 4º nella combinata e non completò lo slalom speciale. L'anno dopo ai Mondiali di Moritz 2003 fu 10º nella combinata e non completò lo slalom speciale e in quella stessa stagione 2002-2003 si piazzò al 3º posto nella classifica della Coppa del Mondo di slalom speciale.
Nella stagione 2003-2004 vinse la Coppa del Mondo di slalom speciale con 35 punti di vantaggio su Kalle Palander, dopo aver conquistato tra l'altro in tale specialità la sua ultima vittoria nel circuito, l'8 febbraio ad Adelboden. Ai Mondiali di Bormio/Santa Caterina Valfurva 2005 vinse la medaglia d'argento nello slalom speciale e nella gara a squadre e si classificò 8º nello slalom gigante; in quella stagione 2004-2005 si piazzò al 2º posto nella classifica della Coppa del Mondo di slalom speciale, staccato dal vincitore Benjamin Raich di 144 punti.

### Stagioni 2006-2013
Ai XX Giochi olimpici invernali di Torino 2006, sua ultima presenza olimpica, vinse la medaglia di bronzo sia nello slalom speciale sia nella combinata, mentre nello slalom gigante si classificò all'8º posto. L'anno dopo ai  Mondiali di Åre 2007, suo congedo iridato, fu 25º nello slalom gigante, 16º nella supercombinata e non completò lo slalom speciale.
Schönfelder era noto nel Circo bianco per il suo carattere estroverso. Per esempio, l'11 novembre 2007, in seguito a una scommessa persa col suo fisioterapista, effettuò una discesa a Wengen nudo. Conquistò l'ultimo podio in Coppa del Mondo il 27 gennaio 2008 a Chamonix in supercombinata (3º) e si ritirò durante la stagione 2012-2013; la sua ultima gara fu la slalom speciale di Coppa del Mondo disputato il 27 gennaio a Kitzbühel, non completato da Schönfelder.

## Palmarès

### Olimpiadi
- 2 medaglie:
  - 2 bronzi (slalom speciale, combinata a Torino 2006)

### Mondiali
- 2 medaglie:
  - 2 argenti (slalom speciale, gara a squadre a Bormio/Santa Caterina Valfurva 2005)

### Mondiali juniores
- 3 medaglie:
  - 2 ori (slalom gigante, combinata a Hoch-Ybrig 1996)
  - 1 argento (slalom speciale a Hoch-Ybrig 1996)

### Coppa del Mondo
- Miglior piazzamento in classifica generale: 10º nel 2004
- Vincitore della Coppa del Mondo di slalom speciale nel 2004
- 22 podi (1 in slalom gigante, 16 in slalom speciale, 1 in combinata, 4 in supercombinata):
  - 5 vittorie (in slalom speciale)
  - 9 secondi posti (7 in slalom speciale, 2 in supercombinata)
  - 8 terzi posti (1 in slalom gigante, 4 in slalom speciale, 1 in combinata, 2 in supercombinata)

#### Coppa del Mondo - vittorie
| Data             | Località   | Paese       | Specialità |
| ---------------- | ---------- | ----------- | ---------- |
| 6 febbraio 2000  | Todtnau    | Germania    | SL         |
| 20 gennaio 2002  | Kitzbühel  | Austria     | SL         |
| 24 novembre 2002 | Park City  | Stati Uniti | SL         |
| 8 marzo 2003     | Shigakōgen | Giappone    | SL         |
| 8 febbraio 2004  | Adelboden  | Svizzera    | SL         |

Legenda:

SL = slalom speciale

### Coppa Europa
- Miglior piazzamento in classifica generale: 9º nel 1998
- 7 podi:
  - 1 secondo posto
  - 6 terzi posti

### Nor-Am Cup
- Miglior piazzamento in classifica generale: 41º nel 2003
- 2 podi:
  - 1 vittoria
  - 1 terzo posto

#### Nor-Am Cup - vittorie
| Data             | Località | Paese       | Specialità |
| ---------------- | -------- | ----------- | ---------- |
| 16 novembre 2002 | Loveland | Stati Uniti | SL         |

Legenda:

SL = slalom speciale

### Australia New Zealand Cup
- Miglior piazzamento in classifica generale: 27º nel 2012
- 1 podio:
  - 1 secondo posto

### Campionati austriaci
- 6 medaglie[2]:

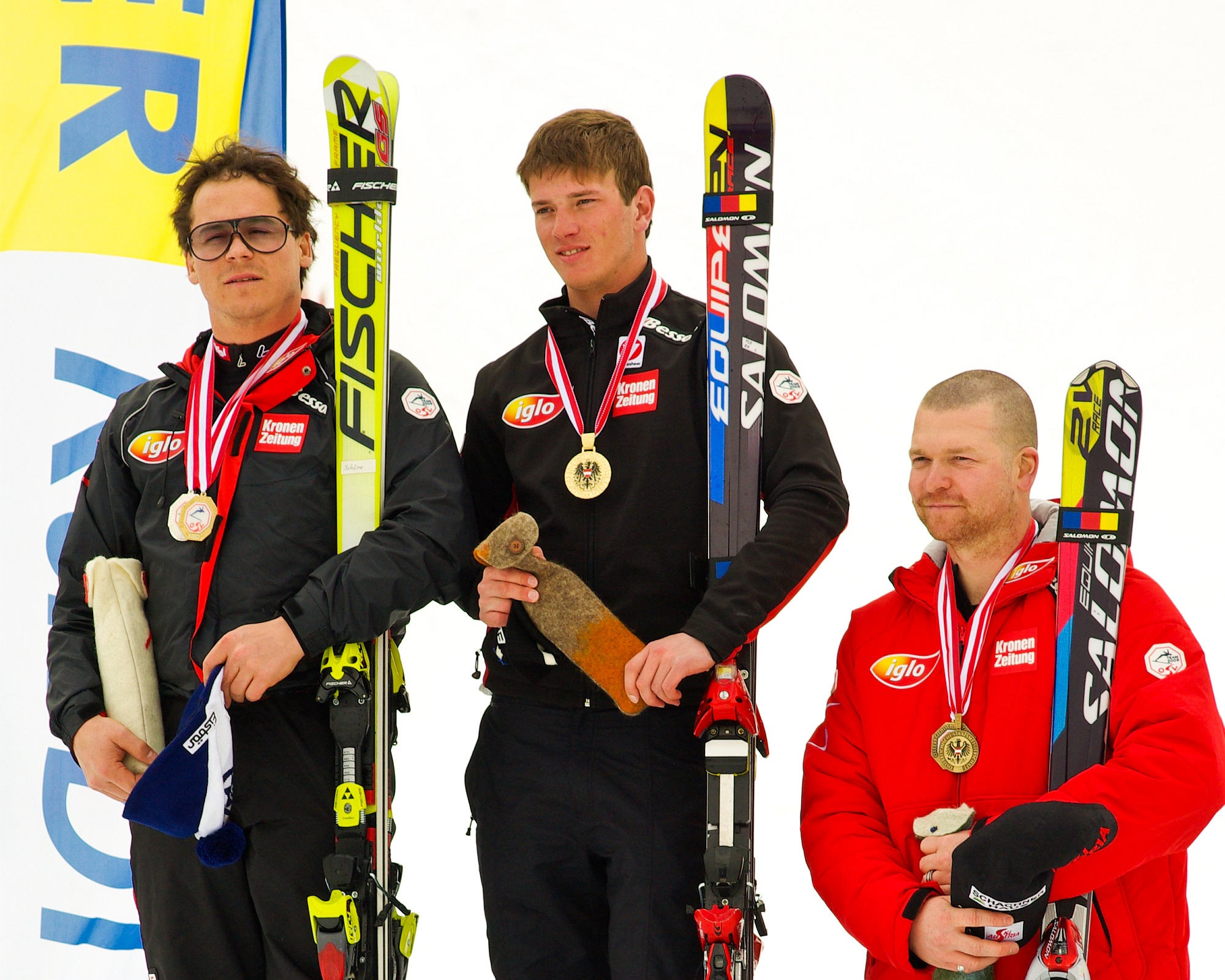
Il podio del supergigante ai Campionati austriaci 2008, con Rainer Schönfelder (oro, a sinistra) con Florian Scheiber (oro ex aequo, al centro) e Klaus Kröll (bronzo, a destra)

  - 2 ori (combinata nel 1996; supergigante nel 2008)
  - 1 argento (slalom gigante nel 2002)
  - 3 bronzi (slalom gigante nel 1996; slalom speciale nel 2000; slalom gigante nel 2001)